# キツツキ闘牛士
キツツキ闘牛士（ - とうぎゅうし、英: The Hollywood Matador）は、『ウッディー・ウッドペッカー』シリーズの4作目となる短編アニメーション映画である。
1942年2月9日に劇場公開された本作は、ウォルター・ランツ・プロダクションが製作し、ユニバーサル・ピクチャーズが配給した。

## あらすじ
今日は闘牛の日。大勢の観客は興奮に包まれるなか、トランペット奏者が出場者の入場を合図する。闘牛士のウッディ・ウッドペッカーは、ドアの中から闘技場に入り、笑いながら剣を振って観客に頭を下げる。凶暴な雄牛テリブルは柵の節穴から尻尾をつかまれていた。スタートの銃が発砲されると、テリブルが競技場に飛び込む。テリブルは突進し、ウッディーとの闘いとなる。色々あって尻に突進されたウッディーは、四つん這いになって闘牛のごとくテリブルに突進する。テリブルも負けじと突進をする。ウッディーとテリブルは砂煙を上げながら正面衝突した。ほこりが晴れると、ウッディーがハンバーガースタンドで闘牛バーガーを観客に提供している姿があった。

## 製作
本作では、ダニー・ウェッブがウッディの声を担当するのは2回目で最後となる。また、ベテランのアニメーター/監督であるアレックス・ロビーがシリーズ初の監督を務めた作品でもある。
原題は『The Mad Matador』であったが、アメリカ映画協会がランツを説得して『The Hollywood Matador』に変更した。また、靴を履いていないメキシコ人や、寝ているメキシコ人が映っている映像を削除するように求められたが、これは南米の劇場のオーナーがこの映画を禁止することを恐れてのことだった。